# Idioterne
Idioterne ((título no Brasil e em Portugal) Os Idiotas) é um filme dinamarquês de 1998 dirigido por Lars von Trier, seu primeiro filme feito de acordo com os princípios do Manifesto Dogma 95. Também conhecido por Dogma 2, o filme é a segunda parte da trilogia de Trier Golden Heart, que inclui Ondas do Destino (1996) e Dancer in the Dark (2000).

## Enredo
O filme é sobre um grupo antiburguês que propõe a procura do seu "idiota interior" como uma forma de se libertar de inibições. Assim, esses jovens intelectualizados decidem se comportar em público como se tivessem problemas mentais para desestabilizar a ordem dos lugares pelos quais passavam. Os membros do grupo referiam-se a esse comportamento como "paranoia" (spaz, em dinamarquês), uma tentativa de fugir do tratamento dado pela sociedade em geral à sua inteligência, considerado pouco criativo e desafiador.